# Die Woche (1981–1982)
Die Woche war ein vom Schweizer Verlagsunternehmen Ringier 1981/1982 herausgegebenes, wöchentlich erscheinendes Nachrichtenmagazin. 

## Ankündigung
Ringier kündigte das Magazin ein Jahr vor Erscheinen im Herbst 1980 an. Es wende sich an Leser mit höheren Ansprüchen, die sich für eine aktuelle und fundierte Dokumentation der schweizerischen Gegenwartsprobleme interessieren. Der Verlag rechne mit einer Dauer von fünf Jahren bis zum Erreichen der Rentabilität.
Nachdem Ringier vor dem Erscheinen der Woche die anspruchsvollen Luzerner Neusten Nachrichten (LNN) in Richtung einer Boulevardisierung neu ausgerichtet hatte, wurde in der Branche vermutet, Ringier wolle damit dem Magazin anstelle der LNN die Rolle als hochstehendes Qualitätsmedium des Verlags verschaffen.
Erster Chefredaktor wurde der damalige Chefredaktor der Bündner Zeitung und heutige Inhaber der Somedia, Hanspeter Lebrument. In die Chefredaktion berufen wurden ausserdem (als Leiter, später Chefredaktor der Redaktion Bern) der heutige publizistische Berater von Ringier Frank A. Meyer, damals Mitarbeiter der Basler Zeitung und Bundeshauskorrespondent der Schweizer Illustrierten, und Hans Jürg «Fibo» Deutsch.
Zur Redaktion gehörten weiter u. a. Rita Flubacher, Balz Hosang, Frank Lübke, Wolfram Meister und René Bortolani, in Bern Viktor Parma und Ahmed Huber.

## Einstellung
Die erste Ausgabe des Magazins erschien am 10. September 1981 in einer Auflage von 44'000 Exemplaren. Das Magazin erreichte die gesteckten Ziele jedoch nicht und verlor laufend an Auflage. Im Frühling 1982 verliess Lebrument die Woche und kehrte als Verlagsdirektor zur Bündner Zeitung zurück. Die Chefredaktion übernahm interimistisch Adolf Theobald, der das Konzept des Magazins ausgearbeitet hatte, dann der bisherige Stellvertreter Hans Jürg Deutsch.
Im Frühling 1982 richtete Theobald das Magazin auf weniger hohe Ansprüche an den Leser neu aus. Unterstrichen wurde dies durch ein sanftes Redesign und den Wechsel des roten Logos von positiv auf negativ ab dem 4. Juni 1982. Aber auch dies sowie Aktionen wie die Abgabe an den Kiosken zum halben Preis brachten keine genügende Besserung.

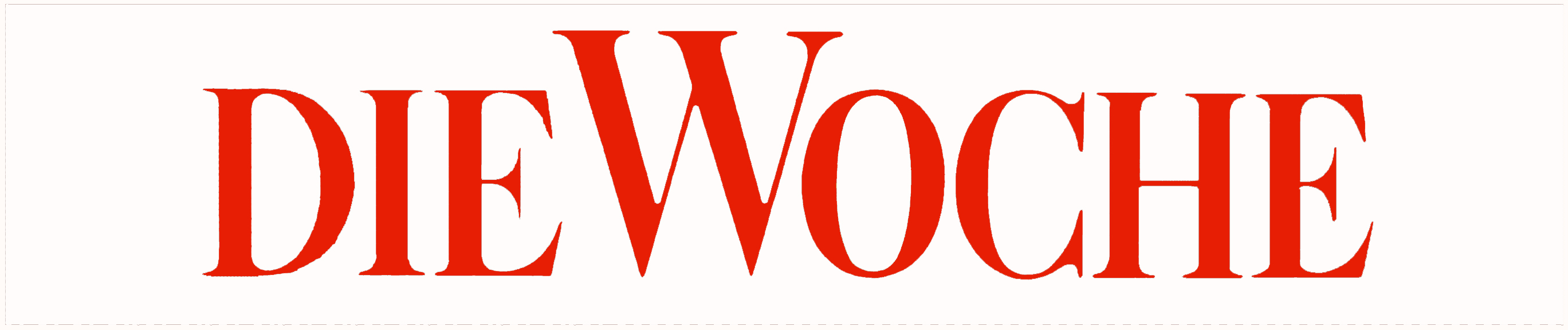
Logo der ersten Nummern der Woche

Schliesslich beschloss Ringier, die ursprünglich anberaumten fünf Jahre nicht abzuwarten. Am 28. Oktober 1982 erschien die letzte Ausgabe der Woche. Ringier begründete die Einstellung mit der sich ohne Aussicht auf Besserung verschlechternden Wirtschaftslage, verbunden mit einem massiven Anzeigenrückgang in allen Blättern des Verlags. Ringier müsse daher seine Kräfte konzentrieren.
Das Magazin hatte zuletzt eine Auflage von 14'000 Exemplaren.

## Name
1973 hatte Ringier vom Walter Verlag die Zeitschrift Woche und damit den Namen für die Schweiz gekauft und in der Folge zugunsten der Schweizer Illustrierten eingestellt.
Gleichzeitig mit der Woche gab Ringier das französischsprachige Pendant L’Hebdo heraus. Dieses wurde bis Februar 2017 herausgegeben.